# Crnogorska republička nogometna liga (1946. – 1991.)
Crnogorska republička nogometna liga (također i kao "Crnogorska nogometna liga", "Republička nogometna liga Crne Gore", "Crnogorska nogometna zona", "Jedinstvena Crnogorska nogometna liga", crnogorski "Crnogorska republička fudbalska liga", Crnogorska republička liga, ćirilićno Црногорска републичка фудбалска лига) je bila najviša nogometna liga koju je organizirao Nogometni savez Crne Gore u vrijeme Socijalističke Jugoslavije, te je uglavnom predastavljala ligu trećeg stupnja nogometnog prvenstva Jugoslavije. 

## Povijest lige
Prvo izdanje "republičke lige" je bilo 1946. godine kao dio kvalifikacija za novoformiranu "1. saveznu ligu", Od sezone 1946./47. je "Crnogorska republička liga" bila pretežno trećeg stupnja nogometnog prvenstva socijalističke Jugoslavije, uz nekoliko sezona kada je igrana kao liga drugog i četvrtog stupnja. 
 
Sredinom 1950.-ih "Republička liga Crne Gore" nije igrana, nego je umjesto toga igrano "Prvenstvo Titogradskog podsaveza" (sezone 1955./56., 1956./57. i 1957./58.), koje je pokrivalo cijelu Crnu Goru, dok je u sezonama 1958./59., 1959./60. i 1960./61. igrana završna liga tri prvaka crnogorskih podsaveznih liga (Titograd, Bijelo Polje i Kotor). 
 
Raspadom SFRJ 1991. godine, "Crnogorska republička nogometna liga" je nastavila s odigravanjem kao pretežno liga trećeg stupnja nogometnog prvesntva SRJ, odnosno Srbije i Crne Gore.

## Pregled prvaka i sezona
| sezona    | stupanj lige | klubova u ligi | prvak                  | doprvak                         | trećeplasirani                  | klubovi u višim ligama | napomene |
| --------- | ------------ | -------------- | ---------------------- | ------------------------------- | ------------------------------- | --- | --- |
| 1946.     | I.           | 4              | Budućnost Titograd     | Lovćen Cetinje                  | Sutjeska Nikšić                 | | Prvenstvo Crne Gore ujedno kvalifikacije za "1. saveznu ligu"                                                |
| 1946./47. | II.          | 5              | Sutjeska Nikšić        | Bokelj Kotor                    | Lovćen Cetinje                  | I: Budućnost Titograd | |
| 1947./48. | III.         | 6              | Bokelj Kotor           | Lovćen Cetinje                  | Jakić Pljevlja                  | II Budućnost Titograd | liga nije odigrana do završetka                                                                              |
| 1948./49. | III.         | 8              | Sutjeska Nikšić        | Lovćen Cetinje                  | Velimir Jakić Pljevlja          | | liga nije odigrana do završetka                                                                              |
| 1950.     | IV.          | 8              | Bokelj Kotor           | Arsenal Tivat                   | Breznik Pljevlja                | I: Budućnost Titograd III: Sutjeska Nikšić | ligi prethodile kvalifikacije                                                                                |
| 1951.     | III.         | 6 (14)         | Radnički Ivangrad      | Sutjeska Nikšić                 | Bratstvo Bijelo Polje           | II: Budućnost Titograd, Bokelj Kotor | prvo igrane 3 kvalifikacije skupine s ukupno 14 klubova, potom završna republička liga sa 6 klubova          |
| 1952.     | II.          | 8              | Budućnost Titograd     | Sutjeska Nikšić                 | Lovćen Cetinje                  | | u prvom dijelu liga podijeljena na skupine "Sjever" i "Jug", te su klubovi potom igrali za plasman           |
| 1952./53. | II.          | 8              | Budućnost Titograd     | Lovćen Cetinje                  | Radnički Ivangrad               | | igrano u proljeće 1953. ligi prethodile kvalifikacije                                                        |
| 1953./54. | III.         | 8              | Bokelj Kotor           | Sutjeska Nikšić                 | Arsenal Tivat                   | II: Budućnost Titograd, Lovćen Cetinje | |
| 1954./55. | III.         | 8              | Sutjeska Nikšić        | Mladost Titograd                | Radnički Ivangrad               | II: Budućnost Titograd, Lovćen Cetinje, Bokelj Kotor | |
| 1955./56. | III.         | 8              | Bokelj Kotor           | Iskra Danilovgrad               | Gorštak Kolašin GOŠK Dubrovnik  | I: Budućnost Titograd II.zona-B: Lovćen Cetinje, Radnički Nikšić, Arsenal Tivat, Mladost Titograd, Jedinstvo Bijelo Polje, Jadran Herceg Novi, Radnički Ivangrad, Sutjeska Nikšić | Prvenstvo Titogradskog podsaveza igrano u dvije skupine "Sjever" i "Jug" "GOŠK" Dubrovnik – klub iz Hrvatske |
| 1956./57. | III.         | 8              | Bokelj Kotor           | Rudar Pljevlja                  | Javorak Nikšić Gorštak Kolašin  | I: Budućnost Titograd II.zona-B: Lovćen Cetinje, Nikšić, Mladost Titograd, Jedinstvo Bijelo Polje, Jadran Herceg Novi, Arsenal Tivat, Iskra Danilovgrad                           | Prvenstvo Titogradskog podsaveza igrano u dvije skupine "Sjever" i "Jug"                                     |
| 1957./58. | III.         | 7 (8)          | Rudar Pljevlja         | Spuž                            | Čelik Nikšić Gorštak Kolašin    | I: Budućnost Titograd II.zona-B: Nikšić, Lovćen Cetinje, Arsenal Tivat, Mladost Titograd, Bokelj Kotor, Jedinstvo Bijelo Polje, Jadran Herceg Novi                                | igrano u dvije skupine "Sjever" i "Jug"                                                                      |
| 1958./59. | III.         | 3              | Mladost Titograd       | Arsenal Tivat                   | Rudar Pljevlja                  | I: Budućnost Titograd II-Istok: Sutjeska Nikšić, Lovćen Cetinje | Prvenstvo Crne Gore igrala tri prvaka podsaveza Titograd, Bijelo Polje i Kotor sudjelovalo ukupno 18 klubova |
| 1959./60. | III.         | 3              | Lovćen Cetinje         | Zmaj Danilovgrad                | Jedinstvo Bijelo Polje          | I: Budućnost Titograd II-Istok: Sutjeska Nikšić | Prvenstvo Crne Gore igrala tri prvaka podsaveza Titograd, Bijelo Polje i Kotor sudjelovalo ukupno 16 klubova |
| 1960./61. | III.         | 3              | OFK Titograd           | Jedinstvo Bijelo Polje          | Bokelj Kotor                    | II-Istok: Budućnost Titograd, Sutjeska Nikšić | Prvenstvo Crne Gore igrala tri prvaka podsaveza Titograd, Bijelo Polje i Kotor sudjelovalo ukupno 16 klubova |
| 1961./62. | III.         | 9              | OFK Titograd           | Bokelj Kotor                    | Rudar Pljevlja                  | II-Istok: Budućnost Titograd, Sutjeska Nikšić | |
| 1962./63. | III.         | 10             | Lovćen Cetinje         | Jedinstvo Bijelo Polje          | Rudar Pljevlja                  | I: Budućnost Titograd II-Istok: Sutjeska Nikšić | |
| 1963./64. | III.         | 10             | OFK Titograd           | Lovćen Cetinje                  | Rudar Pljevlja                  | II-Istok: Sutjeska Nikšić, Budućnost Titograd | |
| 1964./65. | III.         | 10             | Lovćen Cetinje         | OFK Titograd                    | Bokelj Kotor                    | I: Sutjeska Nikšić II-Istok: Budućnost Titograd | |
| 1965./66. | III.         | 10             | Rudar Pljevlja         | OFK Titograd                    | Jedinstvo Bijelo Polje          | II-Istok: Sutjeska Nikšić, Budućnost Titograd, Lovćen Cetinje | |
| 1966./67. | III.         | 12             | OFK Titograd           | Rudar Pljevlja                  | Jedinstvo Bijelo Polje          | I: Sutjeska Nikšić II-Istok: Budućnost Titograd, Lovćen Cetinje | |
| 1967./68. | III.         | 12             | OFK Titograd           | Čelik Nikšić                    | Jedinstvo Bijelo Polje          | II-Istok: Budućnost Titograd, Lovćen Cetinje, Sutjeska Nikšić | |
| 1968./69. | III.         | 12             | Tara Titograd          | Rudar Pljevlja                  | Arsenal Tivat                   | II-Jug: Budućnost Titograd, Sutjeska Nikšić, Lovćen Cetinje, OFK Titograd, Jedinstvo Bijelo Polje, Čelik Nikšić                                                                   | |
| 1969./70. | III.         | 12             | Iskra Danilovgrad      | Bokelj Kotor                    | Mornar Bar                      | II-Jug: Sutjeska Nikšić, Budućnost Titograd, Lovćen Cetinje, OFK Titograd, Jedinstvo Bijelo Polje, Tara Titograd                                                                  | |
| 1970./71. | III.         | 12             | Bokelj Kotor           | Rudar Pljevlja                  | Arsenal Tivat                   | II-Jug: Sutjeska Nikšić, Budućnost Titograd, Lovćen Cetinje, OFK Titograd, Iskra Danilovgrad                                                                                      | |
| 1971./72. | III.         | 12             | Jedinstvo Bijelo Polje | Rudar Pljevlja                  | Arsenal Tivat                   | I: Sutjeska Nikšić II-Jug: Budućnost Titograd, Bokelj Kotor, OFK Titograd, Lovćen Cetinje, Iskra Danilovgrad                                                                      | |
| 1972./73. | III.         | 14             | Iskra Danilovgrad      | OFK Petrovac (Petrovac na Moru) | Grafičar Titograd               | I: Sutjeska Nikšić II-Jug: Budućnost Titograd, Bokelj Kotor, OFK Titograd, Lovćen Cetinje, Rudar Pljevlja, Jedinstvo Bijelo Polje                                                 | |
| 1973./74. | III.         | 16             | Lovćen Cetinje         | Jedinstvo Bijelo Polje          | Zeta Golubovci                  | II-Istok: Budućnost Titograd, Sutjeska Nikšić, Bokelj Kotor, OFK Titograd | |
| 1974./75. | III.         | 16             | OFK Titograd           | Zeta Golubovci                  | Grafičar Titograd               | II-Istok: Budućnost Titograd, Sutjeska Nikšić, Lovćen Cetinje, Bokelj Kotor | |
| 1975./76. | III.         | 16             | Jedinstvo Bijelo Polje | Zeta Golubovci                  | Mogren Budva                    | I: Budućnost Titograd II-Istok: Lovćen Cetinje, Sutjeska Nikšić, OFK Titograd | |
| 1976./77. | III.         | 16             | Sutjeska Nikšić        | OFK Titograd                    | OFK Petrovac (Petrovac na Moru) | I: Budućnost Titograd II-Istok: Lovćen Cetinje, Jedinstvo Bijelo Polje | |
| 1977./78. | III.         | 16             | Jedinstvo Bijelo Polje | OFK Petrovac (Petrovac na Moru) | OFK Titograd                    | I: Budućnost Titograd II-Istok: Sutjeska Nikšić, Lovćen Cetinje | |
| 1978./79. | III.         | 14             | OFK Titograd           | Iskra Danilovgrad               | Lovćen Cetinje                  | I: Budućnost Titograd II-Istok: Sutjeska Nikšić, Jedinstvo Bijelo Polje | |
| 1979./80. | III.         | 14             | Lovćen Cetinje         | Tekstilac Bijelo Polje          | Rudar Pljevlja                  | I: Budućnost Titograd II-Istok: Sutjeska Nikšić, OFK Titograd | |
| 1980./81. | III.         | 14             | Mogren Budva           | Titeks Titograd                 | Čelik Nikšić                    | I: Budućnost Titograd II-Istok: Sutjeska Nikšić, OFK Titograd, Lovćen Cetinje | |
| 1981./82. | III.         | 14             | Lovćen Cetinje         | Čelik Nikšić                    | Zeta Golubovci                  | I: Budućnost Titograd II-Istok: Sutjeska Nikšić, OFK Titograd, Mogren Budva | |
| 1982./83. | III.         | 14             | Ivangrad               | Zeta Golubovci                  | Rudar Pljevlja                  | I: Budućnost Titograd II-Istok: Sutjeska Nikšić, OFK Titograd, Lovćen Cetinje | |
| 1983./84. | III.         | 16             | OFK Titograd           | Zeta Golubovci                  | Bokelj Kotor                    | I: Budućnost Titograd II-Istok: Sutjeska Nikšić, Ivangrad | |
| 1984./85. | III.         | 16             | Lovćen Cetinje         | Čelik Nikšić                    | Bokelj Kotor                    | I: Sutjeska Nikšić, Budućnost Titograd II-Istok: Ivangrad, OFK Titograd | |
| 1985./86. | III.         | 16             | Bokelj Kotor           | Igalo                           | Zeta Golubovci                  | I: Sutjeska Nikšić, Budućnost Titograd II-Istok: Ivangrad, Lovćen Cetinje | |
| 1986./87. | III.         | 14             | OFK Titograd           | Igalo                           | Jedinstvo Bijelo Polje          | I: Budućnost Titograd, Sutjeska Nikšić II-Istok: Ivangrad, Bokelj Kotor | |
| 1987./88. | III.         | 16             | Bokelj Kotor           | Jedinstvo Bijelo Polje          | Lovćen Cetinje                  | I: Budućnost Titograd, Sutjeska Nikšić II-Istok: Ivangrad, OFK Titograd | |
| 1988./89. | IV.          | 15 (16)        | Mornar Bar             | Luka Bar                        | Dečić Tuzi                      | I: Budućnost Titograd II: Sutjeska Nikšić MRL-Jug: Budva, Jedinstvo Bijelo Polje, OFK Titograd, Bokelj Kotor, Ivangrad, Lovćen Cetinje, Igalo                                     | |
| 1989./90. | IV.          | 17 (18)        | Lovćen Cetinje         | Dečić Tuzi                      | Kom Titograd                    | I: Budućnost Titograd II: Sutjeska Nikšić MRL-Jug: Budva, Mornar Bar, Bokelj Kotor, Jedinstvo Bijelo Polje, Ivangrad, OFK Titograd                                                | |
| 1990./91. | IV.          | 14             | OFK Titograd           | Ribnica Titograd                | Kom Titograd                    | I: Budućnost Titograd II: Sutjeska Nikšić, Mogren Budva MRL-Jug: Jedinstvo Bijelo Polje, Mornar Bar, Lovćen Cetinje, Ivangrad, Bokelj Kotor                                       | |

- Ivangrad – tadašnji naziv za Berane
- Titograd – tadašnji naziv za Podgoricu

## Unutrašnje poveznice
- Crnogorska republička nogometna liga (1992.-2006.)
- Prva crnogorska nogometna liga
- Druga crnogorska nogometna liga
- Republički kup Crne Gore
- Hrvatska republička nogometna liga
- Republička nogometna liga Bosne i Hercegovine
- Druga savezna liga